# Helmut Lück (Fußballspieler)
Helmut Lück (* 17. April 1952) ist ein ehemaliger deutscher Fußballspieler. 1975/76 spielte er für die Betriebssportgemeinschaft (BSG) Chemie Leipzig in der DDR-Oberliga, der höchsten Liga im DDR-Fußball.

## Sportliche Laufbahn
Bevor sich Helmut Lück 1973 dem zweitklassigen DDR-Ligisten BSG Stahl Brandenburg anschloss, hatte er mit der BSG Chemie Premnitz in der drittklassigen Bezirksliga gespielt. Bei der Brandenburger Betriebssportgemeinschaft war er in der DDR-Liga-Saison 1973/74 zunächst nur Ersatzspieler. Erst am 8. Spieltag kam er zu seinem ersten Einsatz, dem unmittelbar danach zwei weitere Punktspiele als Abwehrspieler folgten. Im Laufe der Rückrunde avancierte er zum Stammspieler mit sieben Einsätzen. In der Spielzeit 1974/75 war Lück bei Stahl Brandenburg als linker Verteidiger gesetzt. Er fehlte nur bei drei Ligaspielen am Saisonende, u. a. wegen eines Feldverweises. Nachdem Lück zu Beginn der Saison 1975/76 den letzten Tag der Spielsperre abgesessen hatte, folgten ohne Unterbrechung neun Punktspiele, wie bisher als Linksverteidiger. Dabei wurde er von der fuwo mehrfach als bester Spieler seiner Mannschaft hervorgehoben. 
Drei Spieltage vor der Winterpause wechselte Helmut Lück zum Oberligisten Chemie Leipzig. Dort ersetzte er den bei den Leipzigern ausgeschiedenen bisherigen Standardverteidiger Volker Trojan und wurde in den folgenden Oberligaspielen in 14 Partien als Innenverteidiger eingesetzt. Eine Fortsetzung in der Oberliga gab es für Lück jedoch nicht, da Chemie Leipzig am Saisonende absteigen musste. In der DDR-Liga-Saison 1966/77 wurde Lück in Intervallen in zwölf Punktspielen aufgeboten. Seine eigentliche Position, rechter Verteidiger, war für Trainer Karl Schäffner ein Experimentierfeld, auf dem er die verschiedensten Spieler einsetzte. In den acht Oberliga-Aufstiegsspielen, die Chemie Leipzig als Staffelsieger absolvierte, aber scheiterte, spielte Lück nur eine untergeordnete Rolle. Bei seinen drei Einsätzen stand er nur einmal in der Startelf.
Zur Saison 1977/78 kehrte Lück wieder zu Chemie Premnitz zurück, wo man seit einem Jahr wieder in der DDR-Liga vertreten war. Dort konnte sie sich bis 1980 wieder als Stammspieler behaupten. In diesen drei Spielzeiten bestritt Lück 63 Einsätzen bei 66 Ligaspielen, musste aber immer wieder seine Position wechseln. Zunächst pendelte er zwischen Mittelfeld und Abwehr, ehe er in der Abstiegssaison 1979/80 unter drei verschiedenen Trainern in allen Spielbereichen eingesetzt wurde. 1977/78 erwies er sich mit fünf Treffern auch als erfolgreicher Torschütze. Als Chemie Premnitz 1982 wieder in die DDR-Liga aufstieg, gehörte Helmut Lück nicht mehr zum Spieleraufgebot. 
In seinen sieben Spielzeiten im höherklassigen Fußball hatte er 14 Oberligaspiele und 113 DDR-Liga-Spiele bestritten. Da er meistens defensiv eingesetzt wurde, gelangen ihm nur in der DDR-Liga sieben Tore. 